# 美國銀行大廈
美國銀行大廈（英語：Bank of America Tower）位於美國紐約州紐約市，高366米（1,200英尺），樓高55層，已於2009年完工，是美銀證券集團的總部。

## 歷史
美國銀行大廈於2004年開始動工，2008年完成並於同年開放。

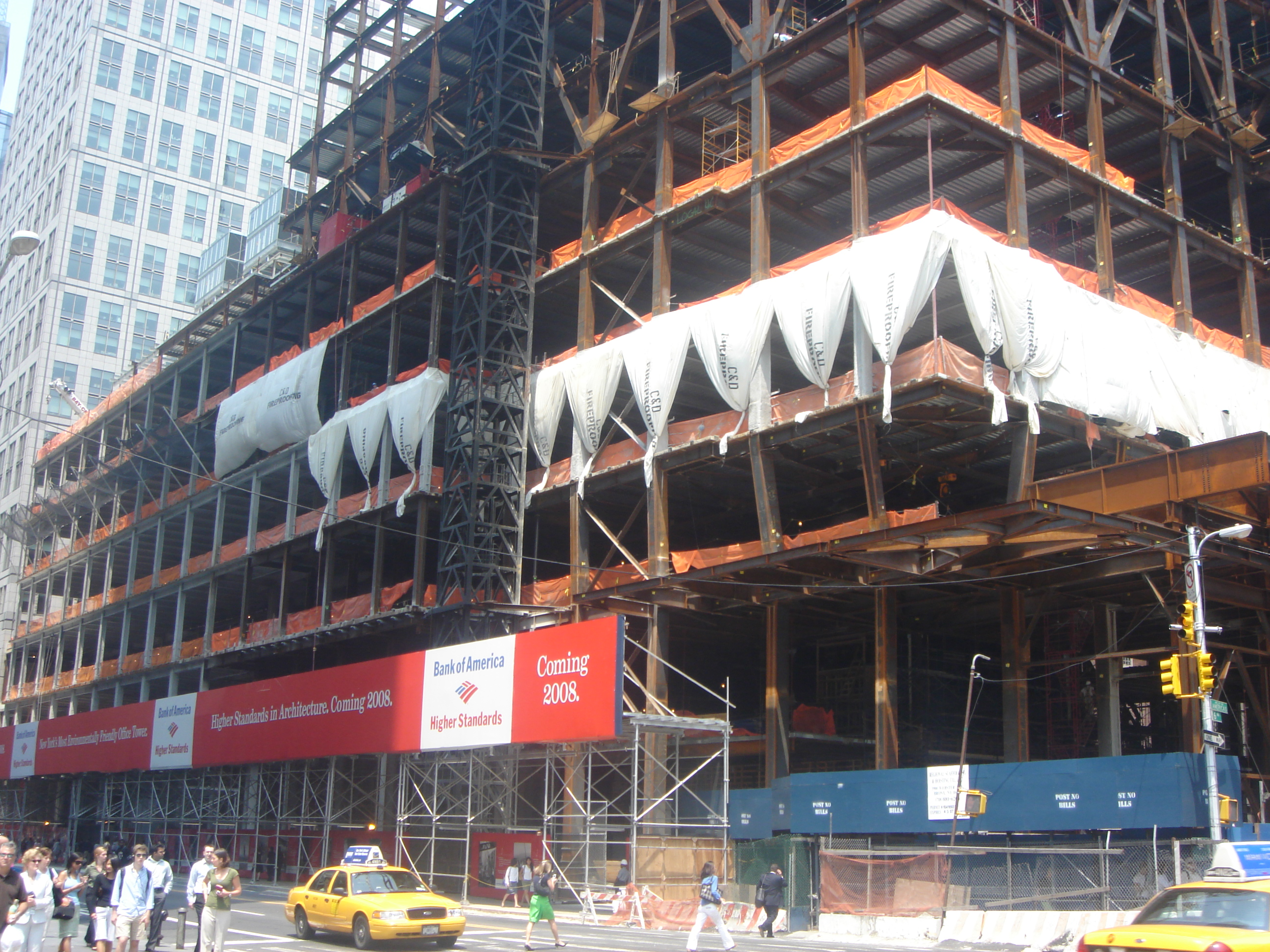
2006年仍在建造中的美國銀行大廈
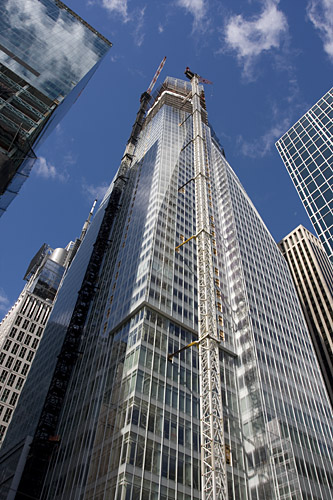
2007年10月仍在建造中的美國銀行大廈
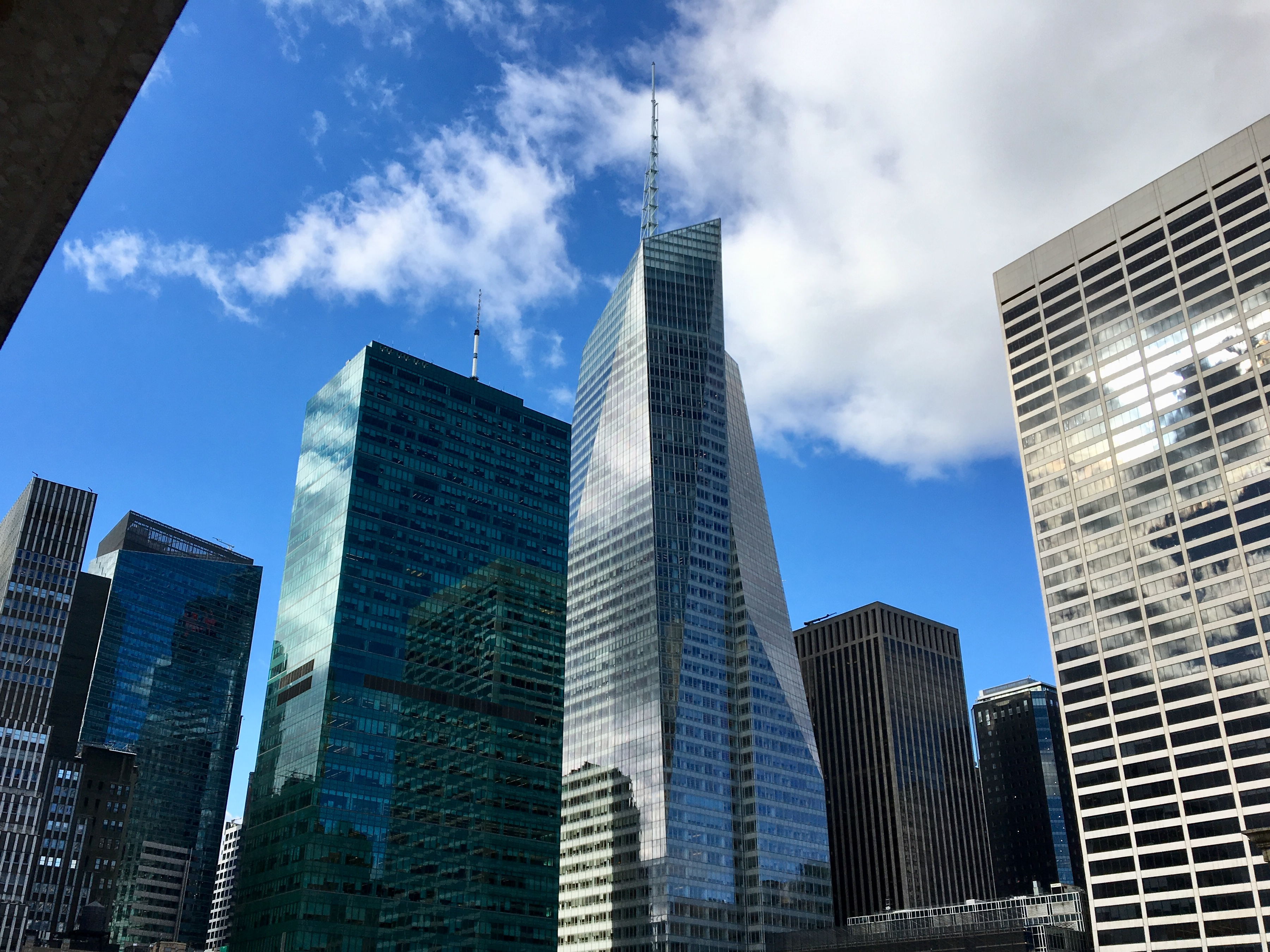
2019年的美國銀行大廈